# Översvämningen av North Saskatchewan River 1915

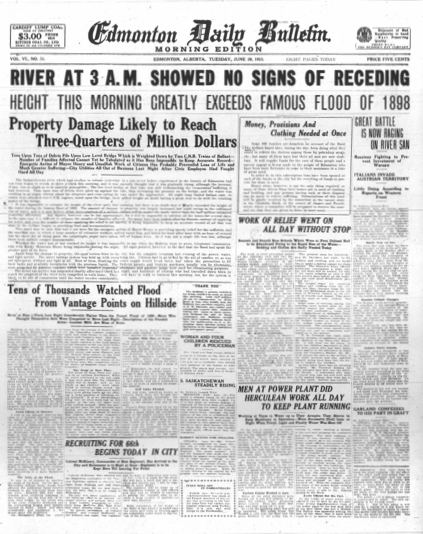
Förstasidan av Edmonton Daily Bulletin den 29 juni 1915.

Översvämningen av North Saskatchewan River 1915 var en av de största översvämningarna i Edmontons historia. Den 28 juni rapporterade tidningen Edmonton Bulletin att floden hade stigit "10 fot (feet) på lika många timmar." Ett hektiskt telegram från Rocky Mountain House varnade lokala myndigheter för översvämningen Canadian Northern Railway hade parkerat ett antal tågvagnar på Low Level Bridge i Edmonton, för att skydda mot skräp, och även ett hus som hade svepts iväg av strömmarna. Tusentals invånare i Edmonton såg på när översvämningen förstörde sågverk längs stadens floddal.
Som alla floder är North Saskatchewan River utsatt för periodisk översvämning, som börjar med snabb snösmältning i bergen eller längre perioder med regn i avrinningsområdet. Med inrättandet av permanenta samhällen längs floden och uppkomsten av en administrativ / regeringsstruktur finns det register över översvämningar i North Saskatchewan under det senaste århundradet. Bighorndammen, byggd i början av 1970-talet nära Nordegg i Alberta och Brazeau Reservoir, byggd i mitten av 1960-talet, har inte minskat översvämningspotentialen på North Saskatchewan River.